# Lijst van oorlogsmonumenten in Tietjerksteradeel
De Nederlandse gemeente Tietjerksteradeel heeft 10 oorlogsmonumenten. Hieronder een overzicht. 
| Nr.                             | Object                                             | Herdachte groep                                               | Ontwerper             | Onthulling    | Type               | Locatie                                | Plaats          | Coördinaten                   | Foto                                               |
| ------------------------------- | -------------------------------------------------- | ------------------------------------------------------------- | --------------------- | ------------- | ------------------ | -------------------------------------- | --------------- | ----------------------------- | -------------------------------------------------- |
| 137                             | Monument voor Roel Kiers op kerkhof Hervormde kerk | militairen in dienst van het Ned. Kon. na 1945                |                       |               | gedenksteen        | Tsjerkepaed                            | Eernewoude      | 53° 7' 54" NB, 5° 56' 32" OL  | Monument voor Roel Kiers op kerkhof Hervormde kerk |
| 157                             | Monument in de Kruiskerk                           | geallieerde militairen                                        | Chris Fokma           | 2 april 1967  | overig             | Nieuwstad 5, 9251 LM                   | Bergum          | 53° 11' 46" NB, 6° 0' 9" OL   |                                                    |
| 159                             | Monument aan de Binnendijk                         | overig                                                        | Ir. L. Poldervaart    |               | gedenkbank         | Binnendijk 30-32, 9256 HK              | Rijperkerk      | 53° 13' 26" NB, 5° 55' 2" OL  |                                                    |
| 445                             | Oorlogsmonument op kerkhof Kruiskerk               | geallieerde militairen                                        | Dienst Gemeentewerken | 14 april 1949 | zuil               | Nieuwstad 5, 9251 LM                   | Bergum          | 53° 11' 49" NB, 6° 0' 6" OL   | Meer afbeeldingen                                  |
| 1052                            | Verzetsmonument                                    | verzet Nederland                                              |                       | 13 april 1985 | plaquette          | Rijksstraatweg 28, 9257 DT             | Noordbergum     | 53° 13' 14" NB, 5° 59' 51" OL | Verzetsmonument                                    |
| 1053                            | Oorlogsmonument                                    | allen, J.H. Venema                                            |                       |               | gedenksteen        | Easter Omwei, 9254 GM                  | Hardegarijp     | 53° 12' 50" NB, 5° 56' 37" OL |                                                    |
| 1054                            | Monument voor Rienk Talstra                        | militairen in dienst van het Ned. Kon. na 1945                |                       |               | zuil               | Grote Hornstweg, 9261 VW               | Oostermeer      | 53° 10' 38" NB, 6° 4' 1" OL   | Monument voor Rienk Talstra                        |
| 1055                            | Grafmonument                                       | burgerslachtoffers                                            | Klaas Bokma           | 4 mei 1995    | begraafplaats/graf | Giekerkerhoek 35, 9061 AX              | Giekerk         | 53° 14' 21" NB, 5° 52' 51" OL | Grafmonument                                       |
| 1056                            | Monument voor Poolse Vliegers bij de Oude Kerk     | geallieerde militairen                                        |                       |               | gedenksteen        | 't Heechsan, 9261 XG                   | Oostermeer      | 53° 11' 7" NB, 6° 4' 13" OL   |                                                    |
| 1057                            | Monument in de Knilles Wytseswei                   | burgerslachtoffers, verzet Nederland (herdenking melkstaking) |                       |               | beeld/sculptuur    | Knilles Wytseswei, 9262 NG             | Suameer         | 53° 10' 43" NB, 6° 0' 3" OL   | Meer afbeeldingen                                  |
| 4268                            | Zwaluwenhaven                                      | geallieerde militairen                                        |                       | 2018          | beeld/sculptuur    |                                        | Earnewâld       |                               |                                                    |
| Dit oorlogsmonument op Wikidata | Stolpersteine                                      | vervolgden Nederland                                          | Gunter Demnig         |               | reliëf             | Zie Stolpersteine in Tietjerksteradeel | Giekerk, Bergum |                               | Meer afbeeldingen                                  |

Achtkarspelen ·
Ameland ·
Dantumadeel ·
De Friese Meren ·
Harlingen ·
Heerenveen ·
Leeuwarden ·
Noardeast-Fryslân ·
Ooststellingwerf ·
Opsterland ·
Schiermonnikoog ·
Smallingerland ·
Súdwest-Fryslân ·
Terschelling ·
Tietjerksteradeel ·
Vlieland ·
Waadhoeke ·
Weststellingwerf